# Swiftsure-klass
Swiftsure-klass var en brittisk ubåtsklass som omfattade sex kärnreaktordrivna attackubåtar. 
Den första ubåten i klassen S 126 HMS Swiftsure sjösattes år 1971 och kom i den brittiska flottans tjänst år 1973. Den sista ubåten i klassen togs ur tjänst i december år 2010. Ubåtarna byggdes vid BAE Systems (fd.Vickers) varv i Barrow-in-Furness. Längden var 82,9 meter, bredden 9,8 meter och vikten var 4200 ton i ytläge. Besättningen var på 97 man.
Beväpningen bestod av Tomahawk-robotar, Harpoon-robotar, Mk 8 eller Mk 24 Tigerfish-torpeder, Stonewall- och Sea Urchin minor.

## Fartyg i klassen

### HMS Swiftsure (S126)
Beställd: 3 november 1967, Kölsträckt: 6 juni 1969, Sjösatt: 7 september 1971, Tagen i tjänst: 17 april 1973, Avrustad: 1992

### HMS Sovereign (S108)
Beställd: 16 maj 1969, Kölsträckt: 18 september 1970, Sjösatt: 17 februari 1973, Tagen i tjänst: 11 juli 1974, Avrustad: 12 september 2006

### HMS Superb (S109)
Beställd: 20 maj 1969, Kölsträckt: 16 mars 1972, Sjösatt: 30 november 1974, Tagen i tjänst: 13 november 1976, Avrustad: 28 september 2008

### HMS Sceptre (S104)
Beställd: 7 februari 1971, Kölsträckt: 19 februari 1974, Sjösatt: 20 november 1976, Tagen i tjänst: 14 februari 1978, Avrustad: 10 december 2010

### HMS Spartan (S105)
Beställd: 7 februari 1973, Kölsträckt: 26 april 1976, Sjösatt: 7 april 1978, Tagen i tjänst: 22 september 1979, Avrustad: januari 2006

### HMS Splendid (S106)
Beställd: 26 maj 1976, Kölsträckt: 23 november 1977, Sjösatt: 5 oktober 1979, Tagen i tjänst: 21 mars 1981, Avrustad: 2004